# Sint-Petruskerk (Mainz)
De rooms-katholieke Sint-Petruskerk (Duits: St. Peter) behoort tot de belangrijkste barokke gebouwen van de Duitse stad Mainz. Oorspronkelijk was de Sint-Petruskerk een stiftskerk van het reeds in de 10e eeuw bestaande stift "Sint-Petrus voor de Muren". De kerk, gewijd aan de apostel Petrus, is tegenwoordig een gewone parochiekerk.

## Geschiedenis
In het jaar 944 werd ten noorden van de stadsmuren het stift door aartsbisschop Frederik opgericht. Tijdens de Dertigjarige Oorlog verwoestten Zweedse troepen in 1631 het stift volledig. De toenmalige aartsbisschop zag van herbouw van het stift af waardoor de stiftsgemeenschap meer dan een eeuw zonder eigen gebouwen bleef. Pas in 1749 besloot aartsbisschop Johann Friedrich Karl von Ostein tot nieuwbouw. Het stift werd verlegd naar de huidige plek van de Sint-Petruskerk, dicht bij de in de napoleontische tijd vernietigde slotkerk Sint-Gangolf. Op de nieuwe plek bevond zich eerder een romaanse kerk die sinds 1724 niet meer werd gebruikt en aan verval was prijsgegeven.
De bouw van de nieuwe Petruskerk duurde van 1749 tot 1756 en maakte deel uit van een algehele upgrading van het Bleichenviertel.
Het stift werd als gevolg van de secularisatie op 4 juli 1802 opgeheven.

## De kerk
De huidige bouw is een barokke hallenkerk met drie traveeën. Tot 1762 werd aan de voltooiing van het gebouw gewerkt. De in 1757 gewijde kerk bleef slechts 45 jaren een stiftskerk, tijdens de Franse bezetting werd de kerk gebruikt als paardenstal en vanaf 1814 tot 1918 werd het gebouw een Pruisische garnizoenskerk. Sindsdien 1918 is de Sint-Petruskerk een parochiekerk.
De eerste grote luchtaanval op Mainz in augustus 1942, waarbij o.a. de Sint-Christoffelkerk verwoest werd, bleef de Sint-Petrus bespaard. Bij de tweede zware aanval in de herfst van 1944 werd de kerk echter zwaar beschadigd. De zuidelijke toren werd door een bom getroffen en viel op het middenschip, waarbij een groot gat in het gewelf werd geslagen. De noordelijke toren, het koor en grote delen van het middenschip bleven echter intact. Op 27 februari 1945 werd de stad opnieuw gebombardeerd en bijna geheel door brandbommen vernietigd. De Petruskerk verloor de torenfaçade en het kerkschip brandde uit. Tot 1952 werd de kerk provisorisch hersteld, zodat de gemeenschap de kerk kon gebruiken voor het vieren van de mis. In 1959 werd begonnen met de herbouw. De beide torens kwamen in 1961 in de oorspronkelijke staat gereed. In de jaren 1973-1989 werd er aan de kerk voortdurend gewerkt. Aan de hand van oude afbeeldingen werden ook de fresco's aan het plafond opnieuw aangebracht.
Van het oude interieur ging veel onherstelbaar verloren. Daaronder bevinden zich het orgel, de fresco's van de schilder Giuseppe Appianien en het koorgestoelte. De grote barokaltaren, het stucwerk en de grote kansel bleven echter bewaard.
In een zijkapel van de kerk is de in Mainz zeer geliefde pastoor Franz Adam Landvogt (1889-1953) bijgezet.

## Klokken
De klokken bevinden zich in de zuidelijk toren. Eén klok heeft de bombardementen tijdens de Tweede Wereldoorlog overleefd. Deze klok, de Heilandsklok, hing in de zuidelijke toren die in 1944 getroffen werd. De klok stortte naar beneden, maar overleefde de val bijna onbeschadigd. De andere die klokken hingen in de noordelijke toren en vielen op 27 februari 1945 ten prooi aan de vlammen.
| Nr. | Naam                      | Gietjaar | Gieter, gietplaats               | Gewicht (kg) | Slagtoon (HT-1/16) |
| --- | ------------------------- | -------- | -------------------------------- | ------------ | ------------------ |
| 1   | Heiland                   | 1757     | Johann Peter Bach, Windecken     | 3550         | a0 +4              |
| 2   | Ave Maria                 | 1960     | Petit & Gebr. Edelbrock, Gescher | 2420         | c1 +6              |
| 3   | Petrus & Paulus           | 1962     | Petit & Gebr. Edelbrock, Gescher | 1658         | d1 +6              |
| 4   | Franciscus Xaverius       | 1960     | Petit & Gebr. Edelbrock, Gescher | 1136         | e1 +6              |
| 5   | Elisabeth (angelusklokje) | 1961     | Petit & Gebr. Edelbrock, Gescher | 190          | d2 +8              |

## Afbeeldingen

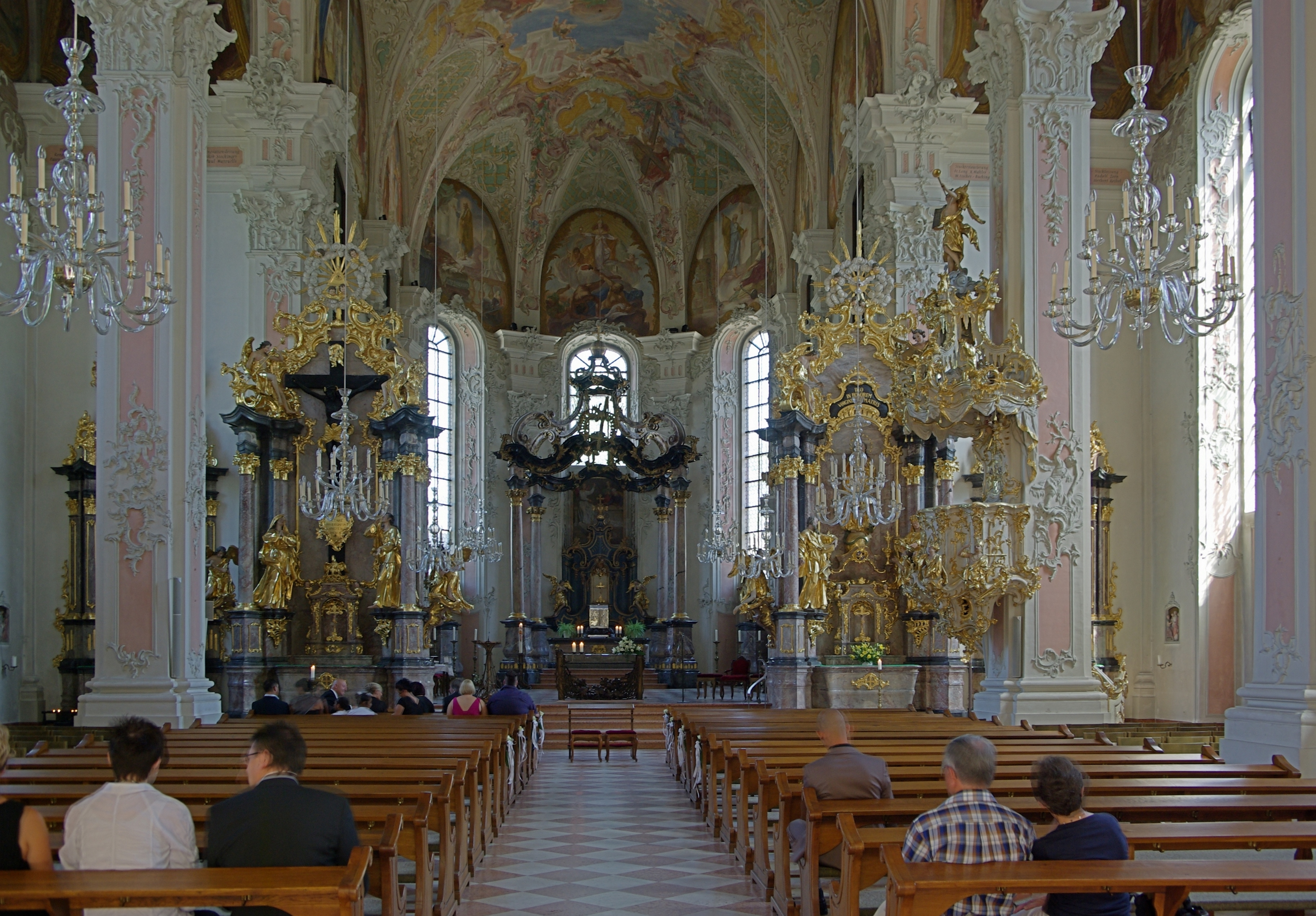
Overzicht interieur
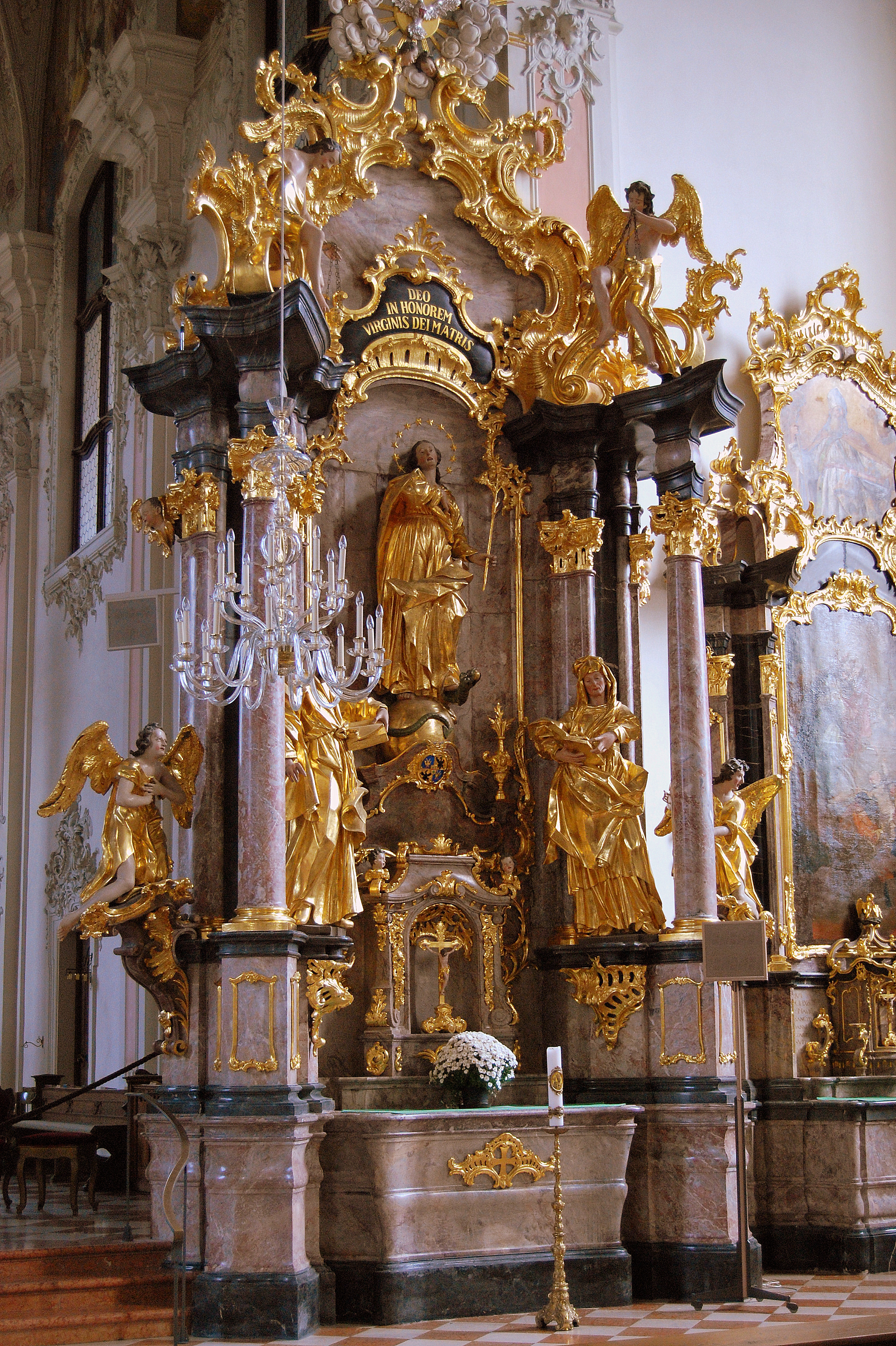
Zijaltaar
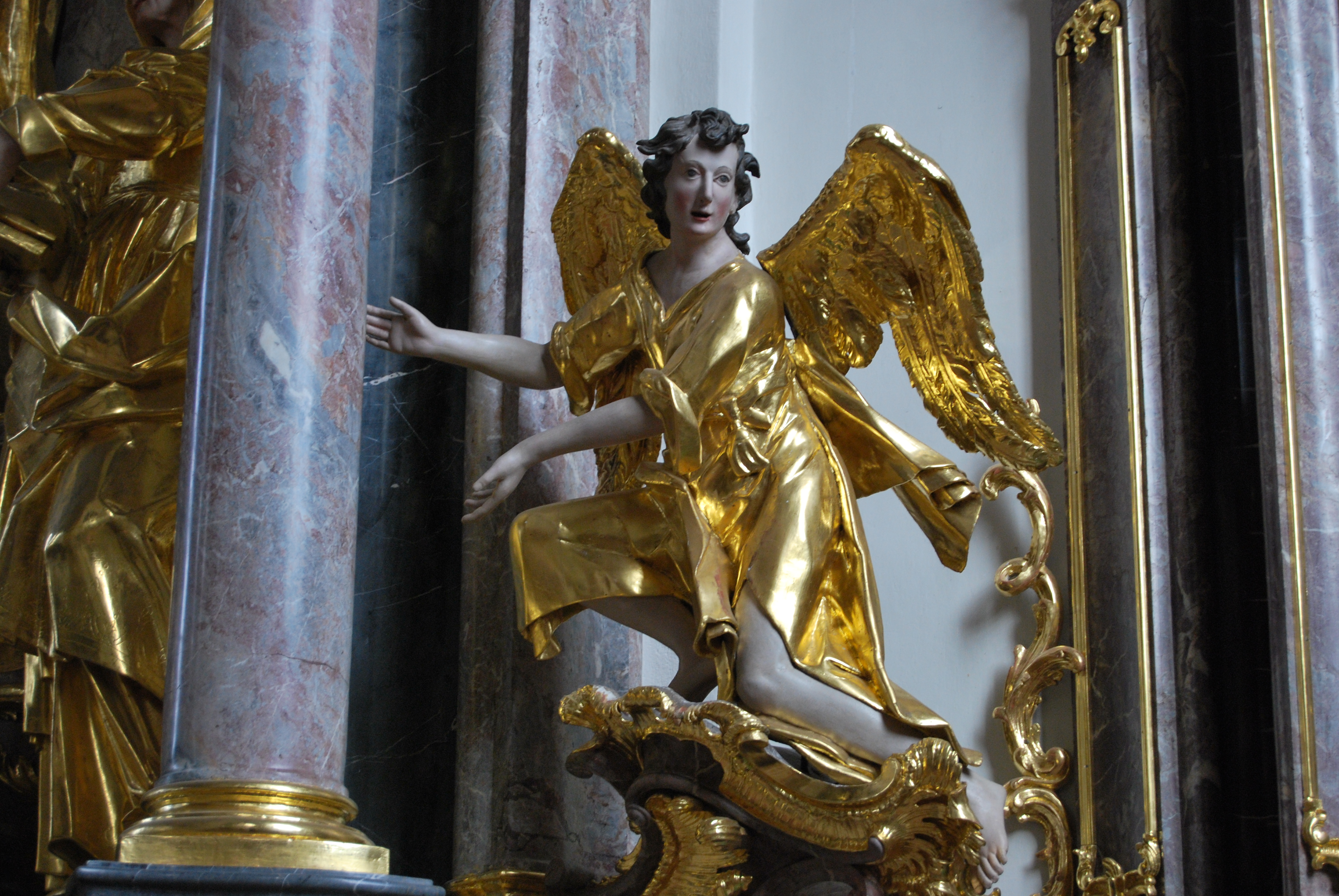
Detail altaar
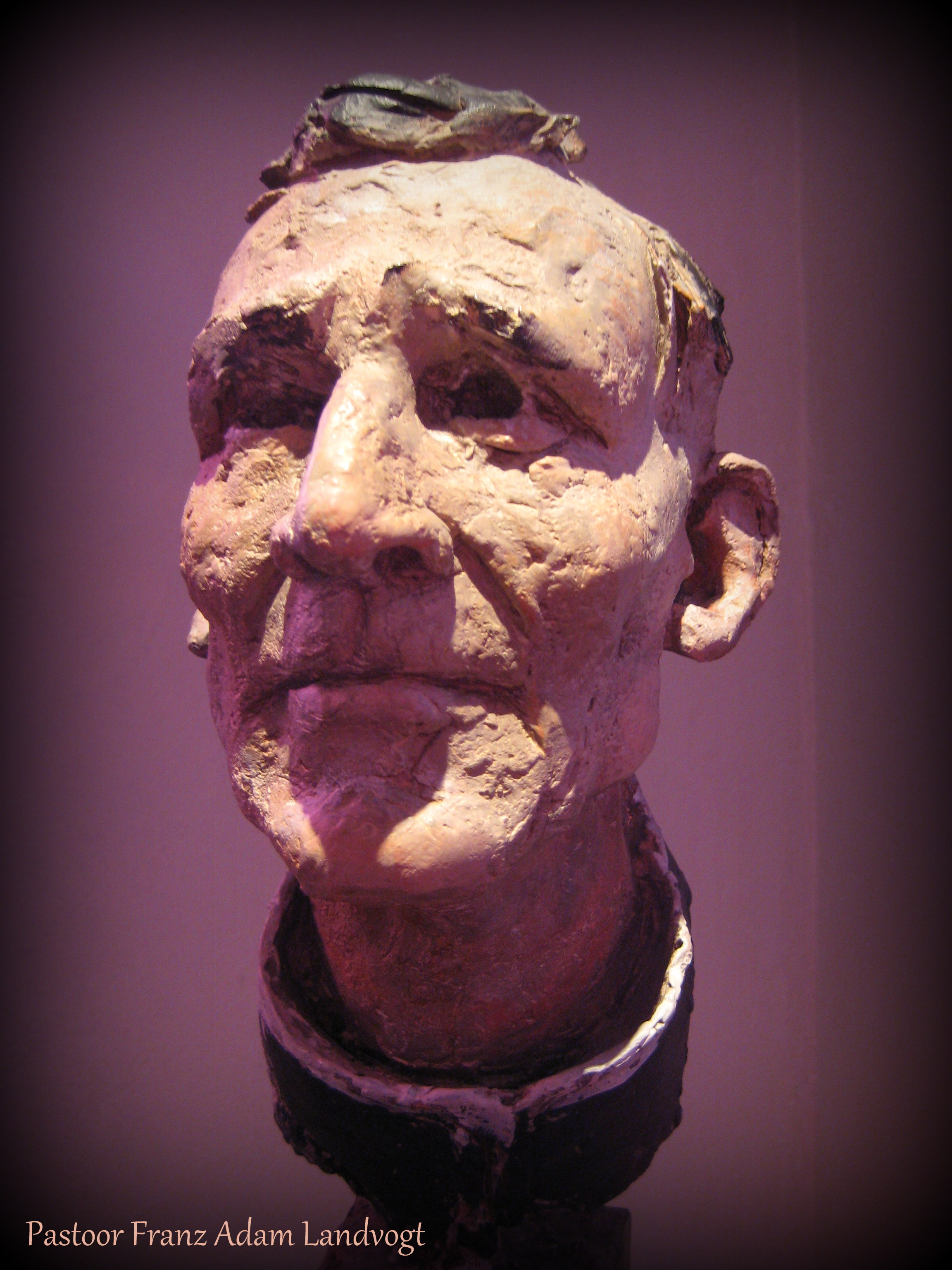
Buste pastoor Franz Adam Landvogt
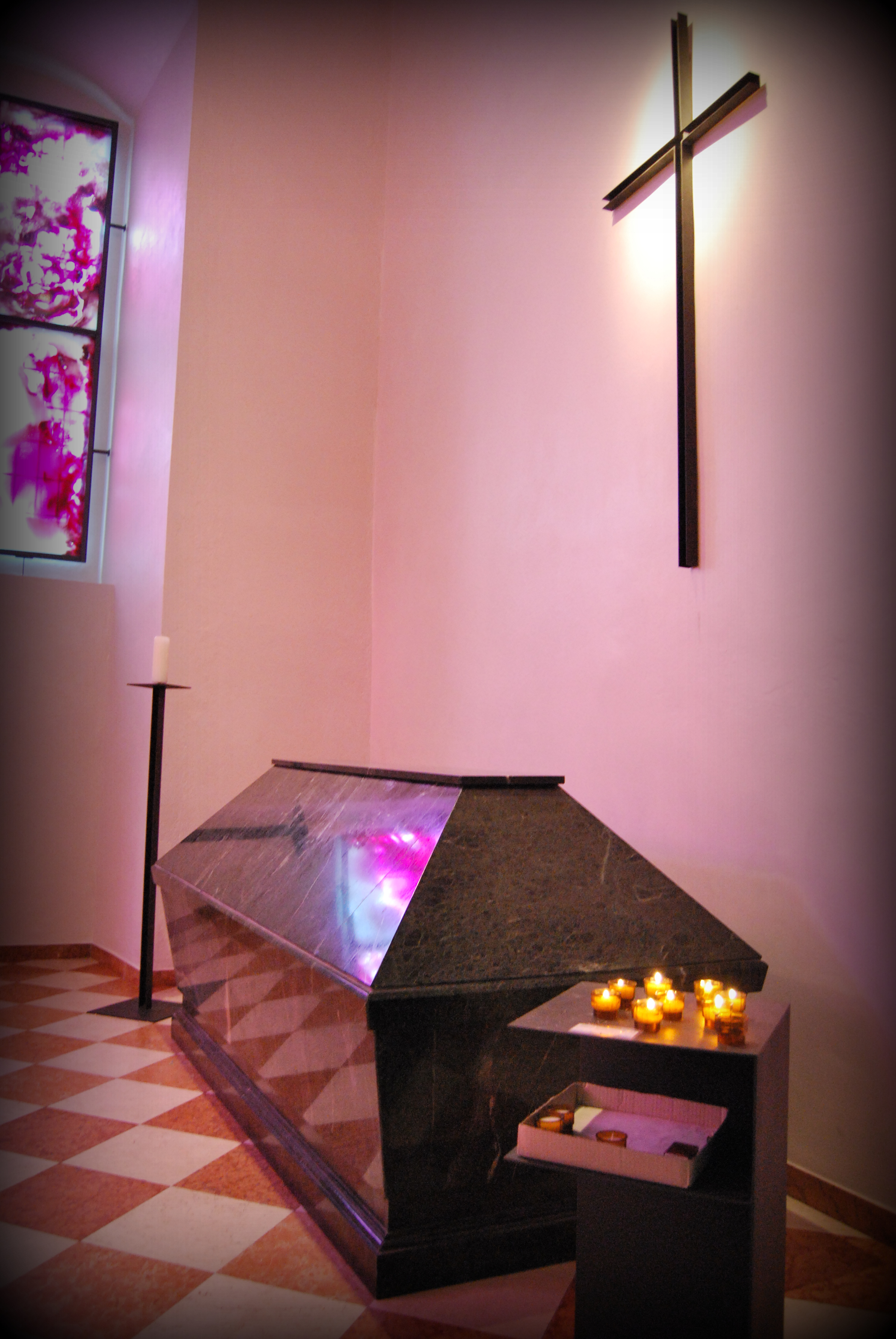
Tombe pastoor Franz Adam Landvogt